# 巴甫洛夫群島
巴甫洛夫群島是由七個島嶼組成的一組島嶼，位於阿拉斯加半島的巴甫洛夫灣以南。它們是美國阿拉斯加州的東阿留申自治市鎮的一部分。這些島嶼包括Dolgoi島，Goloi，Inner Iliasik，Outer Iliasik，Poperechnoi，Ukolnoi和Wosnesenski。 